# Le Petit Jacques (film, 1934)
Pour les articles homonymes, voir Le Petit Jacques.
Pour plus de détails, voir Fiche technique et Distribution.
Le Petit Jacques est un film français réalisé par Gaston Roudès et sorti en 1934. C'est une des quatre adaptations qui ont été faites du roman de Jules Claretie.

## Fiche technique
- Réalisation : Gaston Roudès
- Scénario : Gaston Roudès d'après le roman de Jules Claretie
- Décors : Jean d'Eaubonne
- Photographie : Léonce-Henri Burel, Billy Elsom, Henri Janvier
- Son : Joseph de Bretagne
- Montage : Andrée Feix
- Musique : J. Paddy Porret
- Société de production : Consortium cinématographique français (CCF)
- Producteurs : Jean Boulin et Edmond Ratisbonne
- Pays :  France
- Format : Noir et blanc  - Son mono
- Genre : Mélodrame
- Durée : 108 minutes
- Date de sortie: 
  - France : 21 décembre 1934

## Distribution
- Constant Rémy : Noël Rambert
- Line Noro : Marthe Rambert
- Jacques Varennes : Daniel Mortal
- Annie Ducaux : Claire Mortal
- Gaby Triquet : Le petit Jacques
- Madeleine Guitty : La concierge
- Pauline Carton : Mademoiselle Julie
- Lucien Gallas : Paul Laverdac
- Jean Dax : Le juge d'instruction
- Joffre : Docteur Arthez
- Gaston Dupray : L'avocat
- Louis Charco : Denis Gobergeau